# Антидијароици
Антидијароици су лекови који се користе у симптоматској терапији дијареје. То су већином лекови који модификују мотилитет гастроинтестиналног тракта и утичу на секрецију и реапсорпцију воде и електролита. Ефекат њихове примене подразумева смањење учесталости водених и неформираних столица.

## Адсорбенси
Адосрбенси испољавају неспецифично деловање на гастроинтестинални тракт. Они везују евентуално присутне бактерије, њихове токсине, разградне продукте, дигестивне сокове па и већину истовремено перорално примењених лекова. Углавном се користе мешавине каолина и пектина, магнезијум-алуминијум-силикат, поликарбофил и метилцелулоза. Холестирамин и холестипол могу бити корисни код дијареја изазаваних вишком нересорбованих жучних соли. Адсорбенси су нетоксични и не ресорбују се из гастроинтестиналног тракта па је њихова примена већином безбедна. Њихова ефикасност у сузбијању дијареје, међутим, није утврђена у контролисаним клиничким студијама.

## Антимотилитетни лекови
Лекови који смањују мотилитет гастроинтестиналног тракта продужавају време транзита цревног садржаја и фаворизују већи степен реапсорпције воде и електролита из лумена црева. Агонисти опиоидних рецептора делују на овај начин. Међутим, морфин, кодеин и слични опиоиди, поред дејства на опиоидне рецепторе у зиду црева остварују и централне ефекте, услед чега поседују значајан потенцијал злоупотребе а њихова примена удружена је са ризиком од развитка психичке и физичке зависности. Лоперамид, као синтетски аналог опиоида, у терапијским дозама испољава минималне ефекте на нивоу ЦНС-а па представља антимотилитетни лек избора. Дифеноксилат, такође синтетски аналог опиоида, има сличан фармакодинамски профил али са израженијим централним ефектима од лоперамида, услед чињенице да, за разлику од њега, у значајнијој мери пролази крв-мождану баријеру. Због тога се у препаратима најчешће комбинује са малим (субтерапијским) дозама атропина како би се редуковао ризик од злоупотребе. Током дуготрајне употребе, ипак, дифеноксилат може изазвати зависност сличну морфинској. Кодеин се такође може користити у краткотрајној терапији дијареје. Кодеин и лоперамид, поред ефекта на редукцију пропулзивних покрета црева, остварају и антисекреторни ефекат.
Антимускариници, као атропин, редукују мотилитет црева али истовремено остварују бројне нежељене ефекте на више других система органа. Услед тога, не користе се у терапији дијареје.
Нежељени ефекти антимотилитетних лекова обухватају: констимпацију, абдоминалне грчеве, вртоглавицу, поспаност, уртикарију, ретко паралитички илеус.
Примена антимотилитетних лекова не препоручује се код деце. Такође, код тешких облика гастроентеритиса и суспектне дезинтерије, примена антимотилитетних лекова се не саветује због повећаног ризика од развитка озбиљних компликација као што је токсични мегаколон.

## Антисекреторни лекови
Бизмут субсалицилат испољава више ефеката: антисекреторни, антиинфламаторни и антибактеријски. За благи антибактеријски ефекат одговоран је превасходно бизмут, док салицилат може испољавати антисекреторни и антиинфламаторни ефекат. Најчешће се користи у симптоматској терапији и профилакси „путничке дијареје“. Може бити ефикасан и у терапији секреторне дијареје инфективне етиологије. У терапијским дозама, бизмут субсалицилат јесте релативно безбедан за употребу. Током примене може се јавити црна пребојеност столице као и пролазна тамна пребојеност усана и језика. Лек може смањити биорасположивост тетрациклина и интераговати са другим препаратима који садрже салицилате.
Октреоид је синтетски октапептидни аналог соматостатина. Инхибира ослобађање серотонина и других биолошки активних пептида, услед чега испољава директан антисекреторни ефекат на нивоу дигестивног тракта. Примењује се парентерално и користи искључиво у озбиљним индикацијама: симптоматска терапија карциноидних тумора, хемотерапијом-индуковане дијареје а са ограниченим успехом се користи и код дијареје повезане са сидом. Нежељени ефекти обухватају низ гастроинтестиналних нежељених ефеката, постпрандијалну хипергликемију као и појаву холелитијазе након дуготрајне терапије.

## Биолошки препарати
Примена пробиотика може бити корисна у профилакси и терапији дијареје повезане са употребом антибиотика. Закључци неколико мета-анализа указали су на позитивне ефекте употребе пробиотика али и на неопходност додатних контролисаних клиничких студија ради потврде ефикасности.
Ефикасност примене пробиотика у терапије акутне дијареје инфективне етиологије мање је извесна а повољни ефекти су чешће изражени код одојчади и деце, мада се запажају и код одраслих.